# Romain Briatte
Romain Briatte (Riom, 18 febbraio 1993) è un rugbista a 15 francese, che gioca come flanker nello Stade français.

## Biografia

### I primi anni e gli anni delle giovanili
Romain Briatte comincia a muovere i suoi primi passi come giocatore di rugby ad appena 5 anni nella sua città natale di Riom, dove in una prima fase viene impiegato come mediano d'apertura per poi passare al suo ruolo definitivo, ovvero come flanker.
Nel 2006, a 13 anni, Briatte entra nelle giovanili del Clermont, con le quali passa tutte le categorie fino ad arrivare al livello di espoir (ovvero under-21). La sua formazione giovanile è completata e nel 2014 Briatte firma il suo primo contratto da professionista con l'Aurillac.

### Stade aurillacois (2014-2018)
L'esordio nel rugby professionistico arriva per Briatte il 13 settembre 2014, quando entra in campo dalla panchina (disputa 14 minuti) nella partita contro il Bourgoin-Jallieu valevole per la quarta giornata del campionato di Pro D2. La stagione successiva Briatte mette a segno la sua prima meta da professionista nella vittoria (con il punteggio di 31-5) dello Stade aurrilacois contro il Montauban. Le sue ottime prestazioni gli valgono il posto da titolare e si guadagna i gradi di capitano della squadra.
Dopo quattro stagioni passate con l'Aurillac nel Pro D2, alla fine della stagione 2017-2018 lascia definitivamente la sua provincia di origine, il Cantal, firmando un contratto con l'Agen, che disputa il massimo campionato francese.

### SU Agen (2018-2021)
L'Agen ingaggia Briatte con la speranza di sopperire alla partenza di Antoine Erbani nel reparto dei flanker, permettendo in tal modo a Romain di debuttare nel Top 14. Dopo un anno e mezzo dal suo arrivo all'Agen, le sue buone prestazioni arrivano all'attenzione del Toulon, che lo vorrebbe ingaggiare. Tuttavia Briatte decide di rinnovare per altre due stagioni con l'Agen, convinto che per la sua carriera è meglio avere la certezza di giocare, piuttosto che andare in una squadra di più alto livello ma dove il suo minutaggio scenderebbe drasticamente. La sua scelta di rimanere all'Agen lo fa diventare un idolo dei suoi tifosi, diventando anche capitano della sua squadra.
Tuttavia, la stagione 2020-2021 è disastrosa per l'Agen. Con il precedente rinnovo di contratto, Briatte ha inserito una clausola che lo libererebbe in caso di retrocessione della sua squadra nel Pro D2, voluta dal giocatore per rimanere ad ogni costo nel Top 14. Alla fine della stagione la retrocessione è inevitabile non avendo l'Agen ottenuto nessuna vittoria in tutta la regular season. Malgrado un'offerta della squadra per rinnovare, Briatte decide di non accettare la proposta e si svincola facendo valere la sua clausola.

### Stade français (dal 2021)
Nell'estate 2021 Briatte firma un contratto biennale con la squadra della capitale francese, lo Stade français di Gonzalo Quesada. L'allenatore argentino lo schiera quasi regolarmente come titolare della squadra: in 21 partite parte titolare ben 19 volte. Tuttavia, un infortunio agli adduttori costringe Briatte ad interrompere prematuramente la sua stagione d'esordio con Les Stadistes. In breve tempo Briatte diventa uno dei pilastri della squadra parigina, che gli affida soprattutto il compito di guidare la fase delle touche.
Nella stagione 2023-2024 lo Stade français conclude la regular season al secondo posto e arriva a disputare le semifinali del campionato. Con 24 presenze e 4 mete segnate, Briatte è uno dei giocatori più importanti della sua squadra. Alla fine della stagione, a 31 anni compiuti Briatte viene per la prima volta convocato dalla nazionale maggiore francese, che deve preparare la sua tournée estiva in Sudamerica. Il 10 luglio 2024 indossa per la prima volta la maglia dei galletti francesi contro la selezione uruguaiana, anche se la squadra francese è una selezione développement, ovvero di riserve della selezione maggiore. Tre giorni dopo, tuttavia, Briatte ottiene il suo primo cap scendendo in campo per la nazionale maggiore francese nel test match contro l'Argentina.